# Aernschd Born

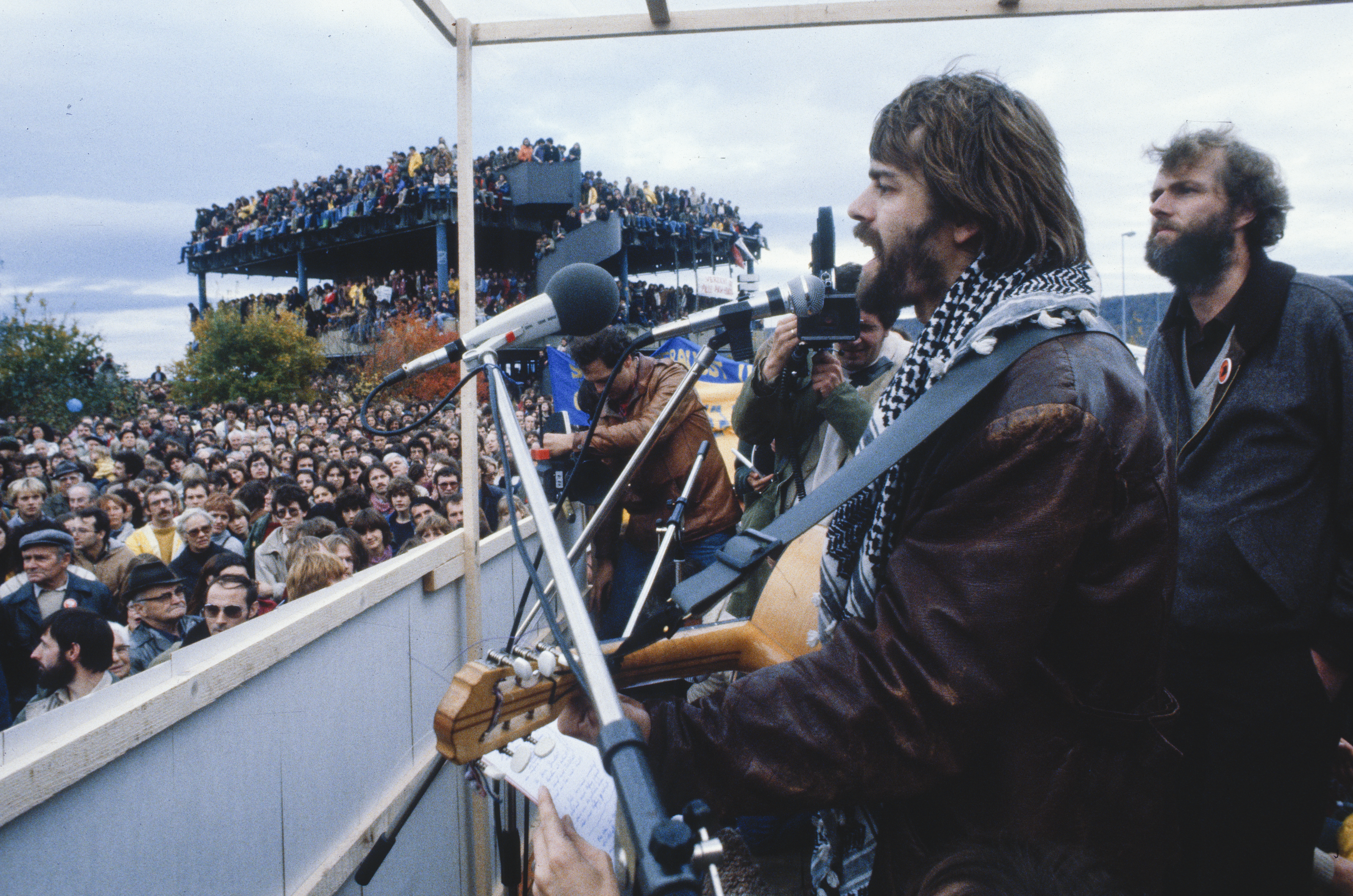
Aernschd Born 1983 bei einer Kundgebung gegen das geplante Atomkraftwerk Kaiseraugst

Ernst «Aernschd» Born (* 11. Dezember 1949 in Zürich) ist ein Schweizer Liedermacher.

## Leben
Ende der 1960er Jahre, während seiner Lehre als Reproduktionsfotograf, entstanden erste Lieder. Als Politaktivist und Atomkraftgegner war er Mitte der 1970er Jahre bei der Besetzung des Baugeländes für das Atomkraftwerk Kaiseraugst dabei und wurde im Zuge der Medienberichte um die Besetzung bekannt als «Haussänger» der Schweizer Anti-AKW-Bewegung. Bis Ende 2014 war er Geschäftsführer des Vereins Nie wieder Atomkraftwerke (NWA) Schweiz, der sich für erneuerbare Energien, Energieeffizienz und gegen Atomkraftwerke einsetzt. Anschliessend kuratierte er die «Dokumentationsstelle Atomfreie Schweiz», die den regionalen und nationalen Widerstand gegen AKW dokumentieren soll. Der zuständige Verein wurde 2021 aufgelöst.
Für seine Doppel-LP Aendschtation Paradies bekam Aernschd Born 1980 den Deutschen Kleinkunstpreis im Genre Chanson verliehen.
Born arbeitet als Liedpoet, Texter und Konzepter. Er schrieb zahlreiche Bühnenstücke, Hörspiele und Bücher sowie Abenteuerromane für Kinder in Mundart und in Deutsch. Er war Mitbegründer und Präsident der «LiederLobby Schweiz». In Basel betrieb er zusammen mit seiner aus Berlin stammenden Frau Barbara Preusler den «Kulturpavillon», ein Zentrum für Kulturbegegnungen.
Born sieht sich als Künstler mit gesellschaftskritischem Blick. Er erklärte (2019) im Interview mit der linken Tageszeitung junge Welt, dass auch «Marx und Engels», die er mit Zitaten auf seinem Gitarrenkasten würdigte, «mir erklären, was heute passiert».
Born reist Solo mit Lesungen durch die Lande oder musikalisch mit der BORN Band Basel. Er schreibt Bühnenprogramme und Songs, für Theateraufführungen und für diverse Künstler.
Weitere kulturelle Aktivitäten:
- Regie z. B. «Chalet Vollmond (all inclusive)» – Theaterbühne Münchenstein, Fasnachtskiechli, div. Programme von Ostinato (auch Texte) und anderen.
- als Kulturduo mit seiner Partnerin Barbara Preusler Produktion von kulturellen Projekten, z. B. das «Gipfeltreffen» – Talk & Kultur.
- Organisation/Dramaturgie des Kinder- und Jugendfestivals anlässlich 10-jähriges Jubiläum Kinderfreundliches Reinach Kulturduo Preusler Born
- Grafische Arbeiten, Texten und organisieren, siehe wortbau21.

## Diskografie
- Gäll, 1972, EP
- Glych wiene Blatt, 1973, LP
- ChanSongs, 1974, LP
- D’Ballade vo de Münschterfähri, 1975, LP
- Bsetzerlieder, 1975, EP
- D Ballade vo Kaiseraugschd, 1975[4]
- Aentlig e Lied, 1977, LP
- Liebeslied (auf Lieder zur Fristenlösung), 1977, EP
- Supermärt, 1978, LP
- Querschnitt dur 10 Liederjohr, 1978, LP
- Aendschtation Paradies, 1980, Doppel-LP
- Summer in dr Schwyz, 1983, Single
- Tauchstation, 1983, Single
- Velowilli, 1988, Kassette
- Porno Porno, 1989, Maxi-Single
- Natur de Sol, 1991, Single
- Songs&So (Live), 1992, CD
- RohMix99, 1999, CD
- Born in Basel, 2002, Buch und Doppel-CD
- 66 – 2 lipa – Songs, CD
- Song für Reinach «Schtroosse vo Rynach» CD
- siehe youtube Aernschd Born und Born Band Basel

## Bücher
- Ganz der Vater
- Das Restaurant der sieben Sinne von Helene von Mosgenstein
- BORN in Basel
- Lieder zur Unzeit
- Eifach e Lied – Die Worte meiner Songs aus fünf Jahrzehnten 1967–2017
- Der Musikant am Strassenrand – Erinnerungen eines Strassenmusikers 1967–1973
- div. Kolumnen div. Zeitschriften (u. a. «Die Volksstimme – Die Zeitung für das Oberbaselbiet»)

## Bühnenstücke und Hörspiele
- Nur mit de Füess voraa
- Figaros Töchter
- 6 Velogeschichte
- Dr entführte Regierigsrot
- Thommi und Claudia
- INTER schützt vor Liebe NET
- Stücke bei Zweierleier (Radio DRS 1)
- Stücke bei Muppet-Show (Schweizer Fernsehen)
- Born trifft
- Teile der Sitcom Café Bâle (SF2)
- Was Frauen bewegt – a cappella mit Ostinato
- Was Männer bewegt – a cappella mit Ostinato
- Die Reifen reifen – a cappella mit Ostinato
- FASNACHTSKIECHLI – Autorenteam Born/Salvi/Allmendinger
- FASNACHTSKIECHLI für Binggis – die verbotene Fasnacht – Autorenteam Born/Salvi
- s Läggerli
- Kopfladäärnli
- div. Schnitzelbängge
- Gipfeltreffen, Talk & Kultur (Serie)
- s LÄGGERLI – Autorenteam